# Histoire philatélique et postale de l'Empire britannique
L’Empire britannique établi par le Royaume-Uni fut pendant près d'un siècle la première puissance économique, politique, culturelle et scientifique mondiale. Il mit en place un système postal à l'échelle mondiale.

## Le règne de Victoria

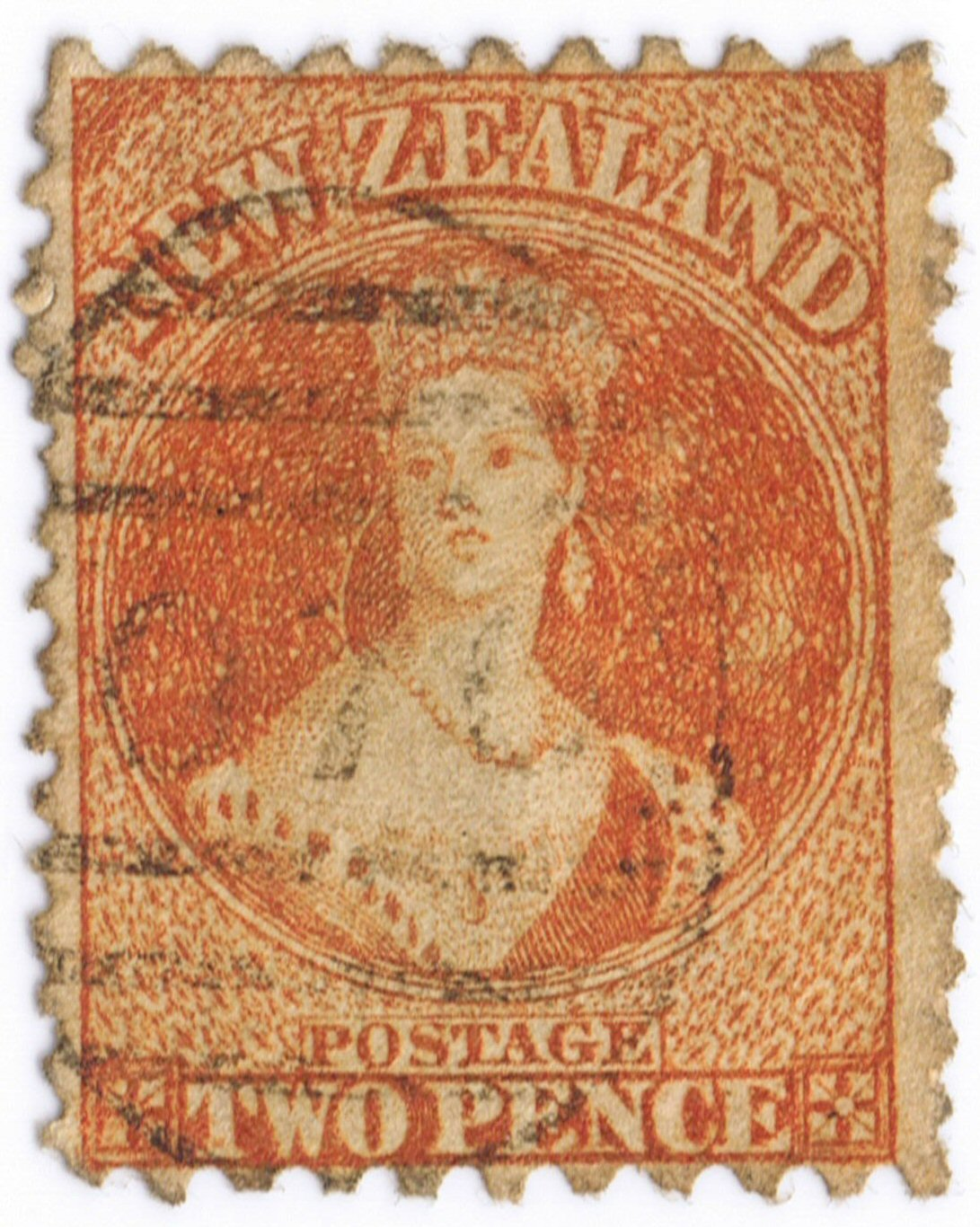
Timbre de Nouvelle-Zélande de 1871

### Mise en œuvre de la réforme postale

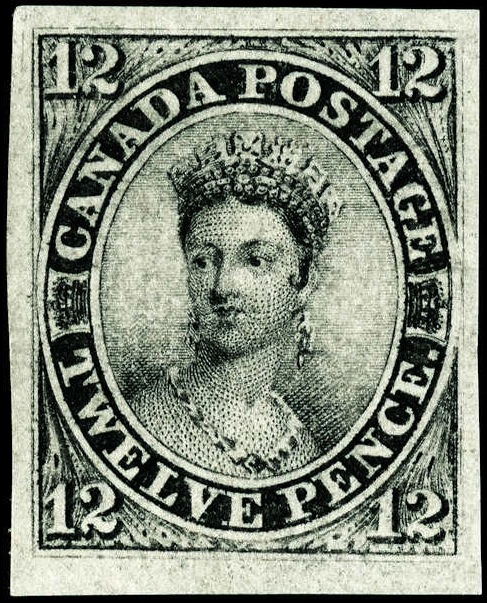
Emission de 1851 au Canada (la reine Victoria selon le portrait de Chalon)

La Réforme postale dont l'évènement le plus visible est l'émission du Penny Black en 1840 fut assez rapidement étendue aux colonies et dépendances de la couronne.
Voici quelques exemples de cette extension :
- 1847, 21 septembre — Dans l'Île Maurice, émission des timbres Post Office, qui vont battre régulièrement des records mondiaux lors de ventes aux enchères.
- 1848 - Aux Bermudes, émission des timbres rudimentaires (en forme de cachets) par le Directeur des Postes d'Hamilton,
- 1850 - Émissions de timbre à l'effigie de Victoria à Victoria, avec une vue dite de Sydney[1] en Nouvelle-Galles du Sud
- 1851 - Émissions de timbre à l'effigie de Victoria au Canada et en Nouvelle-Écosse
- 1852 - Émissions de timbres avec l'allégorie Britannia à la Barbade
- 1855 - Utilisation de timbres de la Grande-Bretagne à Malte,
- 1858 - Utilisation de timbres de la Grande-Bretagne à Antigua, Ascension, Bahamas
- 1859 - Émissions de timbre à l'effigie de Victoria aux Bahamas

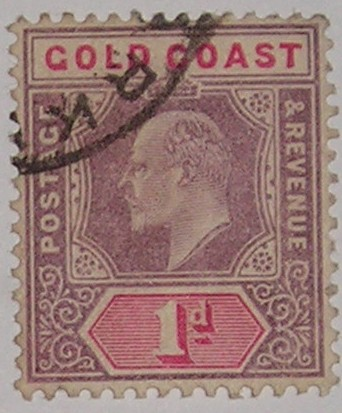
Timbre à l'effigie d'Edouard VII

- 1860 - Émissions de timbre à l'effigie de Victoria à Malte
- 1862 - Émissions de timbre à l'effigie de Victoria à Antigua
- 1865 - Émissions de timbre à l'effigie de Victoria aux Bermudes

## George V
- George V Seahorses

## Édouard VIII
Le court règne d'Édouard VIII, de janvier à décembre 1936, n'a laissé que très peu de traces philatéliques dans l'empire :
- Dans les bureaux de poste anglais au Maroc :
  - En zone espagnole, des timbres de la Grande-Bretagne avec mention "Morocco Agencies" et valeurs surchargées en centimos,
  - En zone française, des timbres de la Grande-Bretagne avec mention "Morocco Agencies" et valeurs surchargées en centimes,
  - À Tanger, des timbres de la Grande-Bretagne avec surcharge "Tangiers"

## Les zones d'influence postale du Royaume-Uni
- Aden  — voir aussi :
  - (en) en:Postage stamps and postal history of Aden
- Aitutaki  — voir aussi :
  - (en) en:Postage stamps and postal history of Aitutaki
- Ascension — voir aussi :
  - Île de l'Ascension
  - en:Postage stamps and postal history of Ascension Island
- Australie  — voir aussi :
  - (en) en:Postage stamps and postal history of Australia
- Canada ;
- Cameroun
- Ceylan, voir Sri Lanka
- Guyana  — voir aussi :
  - (en) en:Postage stamps and postal history of British Guiana
  - Guyana
- Jamaique
- Kiribati ;
- Malte ;
- Maroc  — voir aussi
  - (en) en:British post offices in Morocco
- Maurice (ile)  — voir aussi :
  - Catégorie:Timbre de Maurice, Mauritius Post
- Nauru ;
- Nouveau-Brunswick — voir aussi Canada
- Nouvelle-Galles du Sud — voir aussi Australie, et :
  - (en) en:Postage stamps and postal history of New South Wales
- Nouvelle-Galles du Sud
- Nouvelle-Zélande
  - Nouvelle-Zélande sur commons
  - Nouvelle-Zélande
- Nouvelles-Hébrides  — voir aussi :
  - (en) en:Postage stamps and postal history of the New Hebrides
  - Condominium des Nouvelles-Hébrides
- Sri Lanka
- Tanzanie
- Terre-Neuve — voir aussi :
  - Terre-Neuve-et-Labrador,
  - Canada,  Newfoundland sur commons,
- Victoria — voir aussi Australie, et :
  - Victoria (Australie)